# De redding van Doris Dada
De redding van Doris Dada is het 284e stripverhaal van Jommeke. De reeks wordt getekend door Studio Jef Nys. Het album verscheen op 1 februari 2017.

## Personages
- Jommeke
- Flip
- Filiberke
- Doris Dada
- Rob Globetrotter
- trofeejager
- kleine rollen : Pekkie, Eusebius Groenvijver, Jan Haring, Theofiel, Kwak en Boemel, de Miekes, Bert, Greet, Prosper, Elodie van Stiepelteen, Odilon van Diependaele, Fifi, Zwijntje, boer Snor, professor Gobelijn, Choco

## Verhaal
Wanneer Filiberke zich in een dodo verkleed heeft, vertelt Flip zijn vrienden een verhaal van voor hij Jommeke kende. In Afrika had hij een wereldreiziger, Rob Globetrotter, ontmoet die rondreisde met een unieke vogel, een dadavogel, Doris genoemd. Hij had de vogel met een gebroken poot op een eiland gevonden en na verzorging verder mee op reis meegenomen. Flip zou haar in die periode leren praten hebben. Ondertussen blijkt dat Rob en Doris achtervolgd worden door een trofeeënjager die de laatste dadavogel wil neerschieten. In Schotland vluchtten zijn per toevel in de boot van Jan Haring. Hij leidt hen naar Jommeke om hulp te bieden. Zo ontmoeten Doris en Flip elkaar terug.
De trofeejager heeft ondertussen hun spoor gevolgd tot in Zonnedorp. Hoewel de vrienden en heel wat dorpbewoners de jager in de gaten proberen te houden, slaagt hij er moeiteloos in de bewoners te misleiden. Tot twee keer toe slaagt hij er in het schuiloord van Doris te ontdekken, maar telkens kunnen de vrienden ontsnappen. Wanneer Doris bij gravin Elodie verblijft, ontmoet ze Zwijntje, het slimme varken van boer Snor. Doris vertelt dat ze het opgesloten zijn en zich verbergen beu is. Ze wil terug naar het eiland in de Stille Zuidzee waar ze vandaan komt. Zwijntje besluit haar te helpen en samen sluipen ze een vrachtschip binnen. Het toeval leidt er toe dat ook de trofeeënjager hun plannen ontdekt. Hij bereikt als eerste het eiland, maar ondertussen hebben ook de vrienden Doris en Zwijntje teruggevonden. Ze besluiten de jager te verschalken door zich als beren te verkleden en met een reuzemagneet de jager ontwapenen. Ze slagen er uiteindelijk in de jager te vangen en brengen Doris naar het eiland. Daar ontdekken ze nog een dadavogel, waarna Doris zich terug haar verleden herinnert en haar vriendje van toen herinnert. De vrienden kunnen Doris met een gerust gemoed op haar eiland achterlaten en keren een jaar later terug, waar blijkt dat er ondertussen nieuwe dadavogels rondlopen...

## Achtergronden bij het verhaal
- In dit verhaal vertelt Flip voor het eerst in beeld over zijn leven voor hij bij Jommeke woonde.
- Doris Dada kijkt terwijl ze bij de Miekes verblijft op TV naar de Disneyfilm 'Jungle book'.